# Johann Baptist von Neudecker
Johann Baptist von Neudecker (* 4. April 1840 in Thalham bei Vilsbiburg; † 5. Oktober 1926) war ein deutscher römisch-katholischer Geistlicher, Titularbischof von Helenopolis und Weihbischof im Erzbistum München und Freising.

## Leben
Neudecker wurde am 4. Juni 1864 im Freisinger Dom zum Priester geweiht. Er arbeitete als Koadjutor in Wolfratshausen, dann in den Jahren 1865 bis 1883 als Koadjutor, Kooperator und Pfarrvikar in Landshut St. Martin. 1882 wurde er als Religionslehrer und Direktor des städtischen Erziehungsinstituts für Real- und Handelsschulen eingesetzt, ab 1890 war er als Direktor des königlichen Erziehungsinstituts für Studierende in Landshut tätig sowie als Gymnasialprofessor und Schulrat. 1893 wechselte Neudecker nach München als Direktor an das königliche Erziehungsinstitut für Studierende (Albertinum). 1898 wurde er von Prinzregent Luitpold als Domkapitular ins Münchner Domkapitel berufen. Von 1905 bis 1917 war er Generalvikar des Erzbistums München und Freising. In den Jahren 1906 bis 1914 leitete er als Domdekan die äußeren Angelegenheiten des Münchener Domkapitels. Am 8. März 1911 wurde er zum Titularbischof von Helenopolis in Bithynia ernannt und zum Weihbischof für das Erzbistum München und Freising bestellt. Die Bischofsweihe spendete ihm Erzbischof Franziskus von Bettinger am 26. März 1911. Mitkonsekratoren waren der Bischof von Augsburg, Maximilian von Lingg, und der Bischof von Passau, Sigismund Felix von Ow-Felldorf. Von 1914 bis 1926 stand er dem Münchner Domkapitel als Dompropst vor.
Am 20. Mai 1917 leitete von Neudecker die Eucharistiefeier im Münchner Dom zur Einführung des Festes Patrona Bavariae in Anwesenheit von König Ludwig III. Der Erzbischof Franziskus von Bettinger war am 12. April 1917 verstorben, dessen Nachfolger als Erzbischof von München und Freising Michael von Faulhaber wurde erst am 26. Mai 1917 ernannt.